# Alexander Kastenhuber
Alexander Kastenhuber (* 12. November 1967 in Bad Reichenhall) ist ein ehemaliger deutscher Radrennfahrer.
"Kasti" startete seine Karriere beim RSV Traunstein und wechselte später zur RSG Nürnberg. Als Amateur gewann er 1995 die Deutsche Bergmeisterschaft und wurde Dritter bei den Deutschen Straßenmeisterschaften 1990 und 1991. 1991 gewann er die Gesamtwertung der Regio-Tour sowie 1993 die Bayern-Rundfahrt und 1994 die Neukaledonien-Rundfahrt.
1996 wechselte Kastenhuber ins Profilager zum Team Nürnberger. Ein Kniescheibenbruch bei der Österreich-Rundfahrt 1997 stoppte seine erfolgreiche Laufbahn, nach halbjähriger Rehabilitationsphase kehrte er jedoch zurück. 1998 erreichte er bei der Steiermark Rundfahrt den dritten Platz. Im Jahr 2000 beendete er seine Karriere.
Von 2010 bis 2016 war Alexander Kastenhuber Erster Vorsitzender des RSV Freilassing.